# Miracle Mile Shops
Miracle Mile Shops es un centro comercial techado de 475,000 pies cuadrados (44,129 m²), de más de 2 km de largo, en el strip de Las Vegas en Paradise, Nevada y tiene más de 140 tiendas y 15 restaurantes.
Sinónimo del distrito de tiendas en todo el país, el nombre connota un ambiente de compra como si estuvieses en el distrito del "Miracle Mile" en Los Ángeles, un centro comercial perfecto para un hotel cuyo tema es tener la imagen y ambiente de la ciudad de  Los Ángeles.[cita requerida]